# Centro de Estudios Bizantinos, Neogriegos y Chipriotas
El Centro de Estudios Bizantinos, Neogriegos Modernos y Chipriotas es un centro de investigación con sede en Granada, España.

## Generalidades
El Centro de Estudios Bizantinos, Neogriegos Modernos y Chipriotas (C.E.B.N.CH.) de Granada fue fundado por el Estado griego, a través de la Embajada de Grecia en España, en julio de 1998 y funciona como un centro que depende de la Universidad de Granada. Su objetivo es apoyar y promover los estudios bizantinos y neogriegos en el mundo de habla hispana.

## Actividades
Investigación interdisciplinar: A través del equipo de investigación de la Universidad de Granada “Estudios sobre cultura griega medieval y moderna (HUM 728)”, que fue fundado en el año 2000 por la Consejo de Educación del Gobierno Autónomo de Andalucía, se encuentra activo en las siguientes líneas de investigación : 
- Lexicografía griega.
- Archivos/bases de datos de fuentes españolas sobre Bizancio y Grecia Contemporánea, historiografía bizantina, relaciones bizantino-eslavas y teatro de sombras griego.
- Traducción de textos bizantinos y griegos modernos.

Biblioteca: Posee una de las bibliotecas especializadas más ricas de su tipo fuera de Grecia y Chipre y está abierta al público investigador. Contiene más de 20.000 títulos y 100 revistas científicas y literarias. Gran parte consiste en donaciones de académicos, institutos, casas editoriales y colecciones privadas, de entre las cuales se encuentra la biblioteca personal del expresidente de la República Helénica, Constantino Tsatsos.

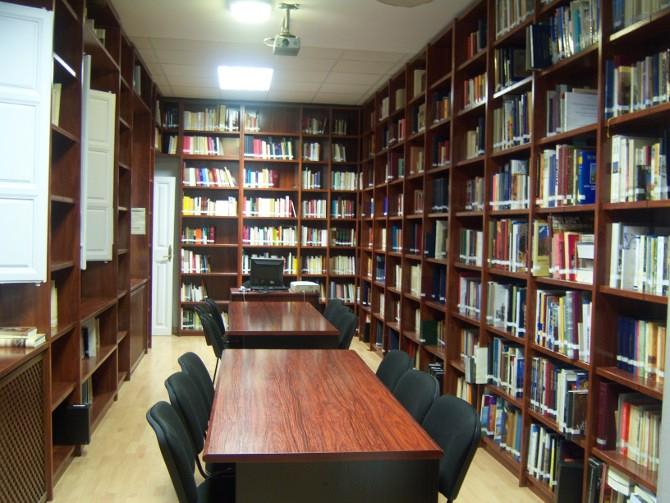
Sala de lectura biblioteca del C.E.B.N.C

Enseñanza: Desde su fundación, el Centro de Estudios Bizantinos, Neogriegos y Chipriotas ofrece cursos de griego moderno distribuidos en cuatro niveles con cuarenta horas de clase por semestre, así como seminarios de interpretación y cultura. Desde el curso académico 2000-2001 ofrece sus servicios a la Universidad de Granada para la introducción, el fortalecimiento y la estabilización de la enseñanza del griego moderno y su literatura, con profesorado, fortalecimiento de programas de posgrado, oferta de material didáctico, oferta de infraestructura, etc.
Organización de reuniones de investigación:
Hasta la fecha, se han organizado varias conferencias internacionales, incluidas las siguientes:
- II Congreso de Neohelenistas del Mundo Hispanohablante: "La Tradición Clásica en la Literatura Griega Moderna"
- Constantinopla. 550 años desde la Caída
- Constantino Tsatsos. El autor - el filósofo - el político. A 100 años de su nacimiento (1899-2009)
- Cuarto Congreso Europeo de la Sociedad Europea de Estudios Neogriegos: "Identidades en el mundo griego (desde 1204 hasta hoy)".
- Teatro de sombras griego - Patrimonio cultural inmaterial (En honor a Walter Pouchner).
- La mitología griega en la tradición literaria. De la antigüedad a la Grecia Contemporánea.

Publicaciones . Su actividad editorial se desarrolla en 11 series editoriales impresas de carácter científico:
- Biblioteca de textos bizantinos
- Serie de estudios bizantinos
- Biblioteca de autores griegos clásicos modernos (serie bilingüe)
- Biblioteca de autores griegos clásicos modernos
- Biblioteca de Autores Griegos Contemporáneos
- Biblioteca de Chipre
- Biblioteca española
- Diccionarios Granada
- Fuentes y Documentos
- Estudios mixtos bizantinos y griegos modernos
- Volúmenes colectivos

Al mismo tiempo, participa en siete series en el campo de las publicaciones electrónicas que se publican en su sitio web y en acceso libre: a) Actas de conferencias y volúmenes colectivos;
- Biblioteca de autores griegos clásicos modernos
- Biblioteca de Autores Griegos Contemporáneos
- Biblioteca del teatro de sombras griego
- Biblioteca de Chipre
- Fuentes y Documentos
- Estudios mixtos bizantinos y griegos modernos
- Volúmenes colectivos

Actividades culturales: Desarrolla una actividad especialmente rica en los siguientes ámbitos:
- Exposiciones[6]
- Conciertos y recitales de música y poesía[7]
- Cine[8]
- teatro[9]